# Tu viện Wąchock
Tu viện Wąchock (tiếng Ba Lan: Opactwo Cystersów w Wąchocku) là một tu viện dòng Xít ở Wąchock, Ba Lan. Nằm gần thị trấn lớn Starachowice thuộc dãy núi Świętokrzyskie ở phía đông nam Ba Lan, Wąchock nổi tiếng với kiến trúc của địa điểm Công giáo La Mã này.
Tu viện được thành lập bởi các nhà sư của Cistercian, người đã đến khu vực này vào cuối thế kỷ 12. Người Cistercian có tiếng trong việc quản lý các vị trí xây dựng tu viện và nhà thờ lớn, và "làm cho nó trở thành một vinh dự để tuyển dụng những người đẽo đá giỏi nhất."  Ngày nay, nội thất của tu viện vẫn được bảo tồn tốt, và bản thân các tòa nhà "được công nhận là di tích quý giá nhất của kiến trúc Romanesque ở Ba Lan." 

## Lịch sử

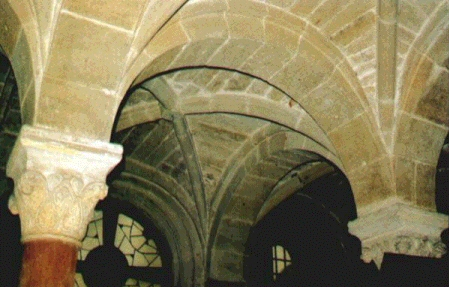
Nhà nguyện

Tu viện được cho là đã được thành lập vào năm 1179, dựa trên một vài ghi chép còn tồn tại từ nhiều thời đại. Xem xét kỹ hơn nữa, trên bằng chứng về một hòn đá huy chương của Gadka (hoặc Gadko), Giám mục của Kraków, lối vào nhà thờ sau đó được xây dựng tại đây, rằng ông là người sáng lập chính. Nhà thờ, dành riêng cho Đức Trinh Nữ Maria và Thánh Florian, đã được hoàn thành trước Cuộc xâm lược của người Tatar năm 1241. Sự xâm nhập này và cuộc xâm lược của người Mông Cổ đã phá hủy hầu hết tu viện, và phần lớn những gì công trình La Mã hiện nay đã được xây dựng lại vào cuối thế kỷ 13 
Tu viện, giống như nhiều tu viện của người Xitô, đã phát triển thịnh vượng trong nhiều thế kỷ tiếp theo, làm nông nghiệp và kiếm thu nhập từ các hoạt động khai thác và sản xuất kim loại. Một loạt các cuộc xâm lược khác, kết thúc với cuộc xâm lăng của George II Rákóczi ở Transylvania, khiến tu viện bị cướp bóc và bị đốt cháy. Tu viện cuối cùng đã được xây dựng lại vào năm 1696. Nó đã bị đàn áp, và nhà thờ đã chuyển đổi thành một nhà thờ giáo xứ, vào năm 1819 sau Đại hội Vienna, nơi đã tạo ra " Vương quốc Ba Lan " năm năm trước như một quốc gia bù nhìn thực tế của Đế chế Nga dưới thời Sa hoàng Romanov. Năm 1951, người Cistercian từ Mogila cuối cùng đã có thể trở lại tu viện tại Wąchock, và vào năm 1964, giáo xứ một lần nữa trở lại tình trạng cũ như một tu viện. Năm 1991, các Cha đã mở một bảo tàng trong khuôn viên tu viện.